# EuroAtlantic Airways
EuroAtlantic Airways – portugalska czarterowa linia lotnicza z siedzibą w Sintra. Powstała 23 sierpnia 1993 r. jako Air Madeira, a w maju 2000 r. przekształciła się w EuroAtlantic Airways. Obsługuje połączenia do USA, Meksyku, Kanady i Australii. Głównym hubem jest Port lotniczy Lizbona. Obecną flotę linii stanowi 5 samolotów:
- 3x Boeing 767-300ER (CS-TSU, CS-TSV, CS-TST)
- 2x Boeing 777-200ER (CS-TSW, CS-TSX) - aktualnie wypożyczony dla PLL LOT[2]